# Martin Fogel
Martin Fogel, latinosan Martinus Fogelius (Hamburg, 1634. április 17. – Hamburg, 1675. október 21.) orvos, filozófus, nyelvtudós.

## Élete
Szülei Hamburg városának tekintélyes polgárai voltak, hét gyermekük közül egyedül Martin maradt életben. 1650-ben kezdte el szülővárosában a gimnáziumi tanulmányait. Tanárai között volt Joachim Junge, a Logica Hamburgensis Archiválva 2016. november 6-i dátummal a Wayback Machine-ben szerzője, és a neves orientalista Aegidius Gutbier, akitől héber, szír és káld nyelvet tanult. 1653 májusában beiratkozott az egyetemre Gießenben, majd 1654 júliusától Straßburgban a teológiai fakultáson folytatta tanulmányait.
1657-ben édesapja betegsége miatt visszatért Hamburgba, ahol nyelveket és filozófiát kezdett tanítani.
Az 1660-as évek elején természettudományokat hallgatott Michael Kirstennél Archiválva 2016. november 5-i dátummal a Wayback Machine-ben, érdeklődése az orvostudomány felé fordult.
1662 áprilisában több éves európai utazásra indult, ahol számos tudóssal került kapcsolatba, barátságokat kötött, akikkel később sűrű levelezést folytatott. Az utazás során Csehországba, Ausztriába, Itáliába, Franciaországba és Hollandiába is eljutott. Itáliában fejezte be orvosi tanulmányait, Padovában kapta meg a doktori címet.
1666-ban tért vissza Hamburgba, ahol orvosként működött, de folytatta tudományos tevékenységeit is, és több ezer kötetes házi könyvtárat rendezett be magának.
1669-ben megnősült, öt gyermekük született, ám csak egy fiú és egy lány élte túl őt.
1675-ben újjászervezték a gimnáziumot, ahova őt is meghívták és a logika, valamint a metafizika tanárává nevezték ki.
Még abban az évben, októberben megbetegedett és mindössze 41 évesen meghalt.

## Magyar vonatkozású tevékenysége
Intenzíven érdeklődött a magyar nyelv iránt; a halálát követően, 1678-ban készült katalógusból tudjuk, hogy házi könyvtárában saját példánya volt Szenczi Molnár Albert magyar szótárából (Lexicon Latino-Graeco-Ungaricum, 1645). Feljegyzéseiből az is kiderül, hogy alaposan ismerte Szenczi latin nyelven írt magyar nyelvtanát is (Nova grammatica Ungarica, 1610).
Két magyar nyelvi vonatkozású művet is írt, amelyeknek meglehetősen mostoha sors jutott: a maga korában mindkettő kéziratban maradt.
Az első, némileg szerencsésebb sorsú mű születésének előzménye az volt, hogy a firenzei herceg finn szótárt kért tőle, azonban azt nem tudta beszerezni, ezért a sajátját másolta le számára. Ehhez előszóként írta a De Finnicae linguae indole observationes (Megfigyelések a finn nyelv természetéről) című tanulmányt, amelyben szavakat és nyelvtani jelenségeket hasonlított össze magyar és finn nyelvi vonatkozásban. Érdekesség, hogy a hasonló finn és magyar nyelvtani jelenségek felsorolásánál több helyen is hozzáfűzte, hogy az adott jelenség a törökkel is rokon.
Mindezt elküldte Firenzébe, így ez ott, illetve az eredeti Hannoverben ma is megtalálható. Nyomtatásban pedig az előbbi csak a 19. század végén, az utóbbi a 20. században jelenhetett meg.
A második, még kevésbé szerencsés sorsú mű a török nyelv tanulmányozása nyomán született. Címe: Commentatio de affinitate linguae Turcicae et Ungaricae (Tanulmány a török és a magyar nyelv rokonságáról). Ez a kézirat még szerepelt az 1678-as katalógusban, de később elveszett, csak az alapját képező feljegyzések vannak meg a hannoveri könyvtárban (Niedersächsische Landesbibliothek, Hannover, ms IV 574b, fol. 64-73).